# Theodor Lampart

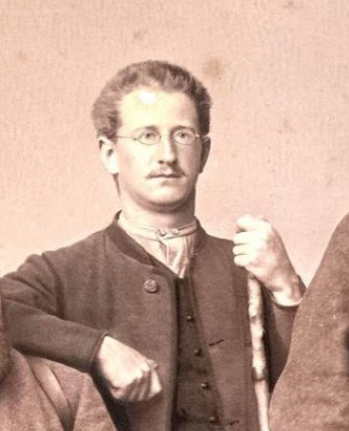
Theodor Lampart

Theodor Lampart (* 6. Oktober 1842 in Augsburg; † 21. Oktober 1893 ebenda) war ein deutscher Verleger.

## Leben
Theodor Lampart war der älteste Sohn des Augsburger Buchhändlers und Magistratsrates Johann Georg Lampart. Er besuchte die Volksschule und danach die lateinische Schule St. Stephan in seiner Vaterstadt, begann seine Lehre bei seinem Vater und beendete sie bei Stahel. Danach arbeitete er als Gehilfe in Salzburg und in Bremen. 1863 kehrte er nach Augsburg zurück. Sein Vater kränkelte mittlerweile und brauchte seine Unterstützung. Bis zum 1. Juli 1870 arbeitete Theodor Lampart im väterlichen Geschäft als Prokurist, dann übernahm er das Traditionsunternehmen, das um 1680 als Veith & Rieger’sche Buchhandlung gegründet worden und 1838 in die Hände Johann Georg Lamparts und Eduard von Jenischs übergegangen war.
Die Veith & Rieger’sche Buchhandlung gehörte zu Beginn des 18. Jahrhunderts zu den wichtigsten deutschen Buchhandelsgeschäften. Sie verlegte vor allem wissenschaftliche katholische theologische Schriften und arbeitete eng mit italienischen Unternehmen zusammen, vor allem mit den Remondinis. Eine Filiale, die von Philipp Jacob Veith geleitet wurde, bestand seit etwa 1714 in Graz (sie ging um 1821 als Ferstlsche Buchhandlung an Johann Lorenz Greiner). Nach der Übergabe 1838 wurde die Buchhandlung in Augsburg als Lampart & Co. (vormals Veith & Rieger’sche Buchhandlung) weitergeführt. Nach Jenischs Tod im Jahr 1849 war Johann Georg Lampart bis 1870 alleiniger Inhaber.
Theodor Lampart strukturierte das Unternehmen um. Er verkaufte 1872 den Gebetbücher-Verlag an H. Kranzfelder in Augsburg; den Jugendschriften-Verlag übernahm Manz in Regensburg. Lampart baute einen neuen Verlag auf, von dem er 1882 „Lamparts alpinen Verlag“ als eigenständiges Unternehmen abzweigte, das er auch behielt, als er 1886 seinen Verlag an Max Waag in Stuttgart übergab.
Lampart war mehrere Jahre Vorstand des Turnvereins Augsburg. Ferner war er Mitgründer des Deutschen Alpenvereins. Kurze Zeit später gründete er die Sektion Augsburg des Deutschen Alpenvereins.
Er war in Augsburg Vorstandsmitglied des liberalen Bürgervereins und des Handelsvereins. Die letzten fünfzehn Jahre seines Lebens war er auch Gemeindebevollmächtigter im Amt des Finanzreferenten. 1880 initiierte er den Lokalverein Augsburger Buchhändler, dessen Vorsitz er dann übernahm. Von 1886 bis 1892 gehörte er dem Rechnungsausschuss des Börsenvereins an, dessen Vorsitzender er schließlich wurde. Außerdem arbeitete er auch ein Jahr im Ausschuss für das Börsenblatt.
Nach Lamparts Tod wurde sein Geschäft an A. Edlingers Verlag in Innsbruck verkauft, später an Georg Huber.
Theodor Lampart hatte mit seiner Frau Marie (geb. Merz) einen Sohn, der ebenfalls den Vornamen Theodor trug und in Augsburg ebenfalls als Verleger tätig war.